# دختر پایانی

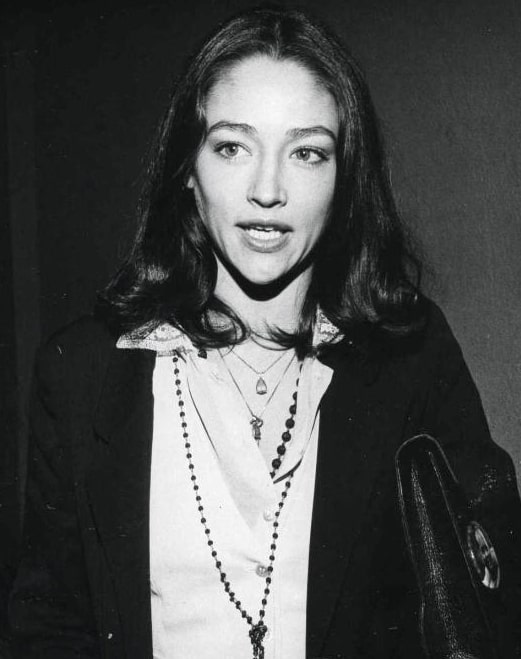
الیویا هاسی کارکتر دختر پایانی مجموعه کریسمس سیاه

دختر پایانی (انگلیسی: Final girl) یا دختر آخری، دختر نهایی و همچنین دختر تیتراژ، کارکتر مادینه (مؤنث) بازمانده در پایان فیلم، به ویژه فیلم ترسناک است که برای مقابله با کارکتر منفی، شخصیت قاتل یا روایت پایانی ماجرا در نظر گرفته می‌شود. دختر پایانی کارکتری است که در بسیاری از فیلم‌ها از جمله کشتار با اره‌برقی در تگزاس، هالووین (فیلم ۱۹۷۸)، بیگانه (فیلم ۱۹۷۹)، جمعه سیزدهم (فیلم ۱۹۸۰)، کابوس در خیابان الم (فیلم ۱۹۸۴)، جیغ (فیلم) و قطار بوسان به خوبی ارائه‌شده و به ایفای نقش پرداخته است. کارل جی کلاور در کتاب خودش تحت عنوان مرد، زن و اره زنجیری منتشرشده به سال ۱۹۹۲ برای نخستین مرتبه به تعریف و ارائه این کاراکتر پرداخت.
معنای اصلی دختر نهایی، همان‌گونه که کلاور در سال ۱۹۹۲ توصیف کرد، کاملاً محدود است. کلاور فیلم‌های اسلشر دهه‌های ۱۹۷۰ و ۱۹۸۰ را که اتفاقاً محدوده‌ای شامل عصر طلایی این ژانر از فیلم‌ها بوده را مطالعه و بررسی کرده بود. وی دختر نهایی را زنی تعریف کرد که تنها بازماندهٔ گروهی از مردم (معمولاً جوانان) است که توسط یک فرد شرور تعقیب می‌شوند، دختر نهایی می‌تواند یا خودش فرد شرور را از میان بردارد یا در آخرین لحظات توسط شخصی (مثل افسر پلیس) نجات پیدا کند. ممکن است برای دختر پایانی از دیدگاه اخلاق و دیدگاه اجتماعی برتری‌هایی نیز لحاظ گردد به عنوان مثال، این شخصیت تنها کسی می‌تواند باشد که برخلاف دوستانش از رابطه جنسی، مواد مخدر یا سایر رفتارهای معمول خودداری می‌کند.